# Chrysocraspeda inundata
Chrysocraspeda inundata är en fjärilsart som beskrevs av W. Warren 1898. Chrysocraspeda inundata ingår i släktet Chrysocraspeda och familjen mätare. Inga underarter finns listade i Catalogue of Life.